# Okteabrske (Okteabrske), Pervomaiske
Okteabrske (în ucraineană Октябрське) este localitatea de reședință a comunei Okteabrske din raionul Pervomaiske, Republica Autonomă Crimeea, Ucraina.

## Demografie
Componența lingvistică a localității Okteabrske
     Rusă (55,29%)
     Tătară crimeeană (26,37%)
     Ucraineană (17,72%)
     Alte limbi (0,42%)
Conform recensământului din 2001, majoritatea populației localității Okteabrske era vorbitoare de rusă (55,29%), existând în minoritate și vorbitori de tătară crimeeană (26,37%) și ucraineană (17,72%).